# Мадлен Чолакова
Мадлен Христова Чолакова е българска актриса.
Родена е в град София на 3 май 1953 г.
Завършва ВИТИЗ „Кръстьо Сарафов" през 1977 г. със специалност актьорско майсторство в класа на Енчо Халачев.
Работила е в Драматично-куклен театър „Константин Величков“ Пазарджик (1977-1978), Родопски Драматичен Театър – Смолян (1978-1979) и Софийски окръжен театър (1979-1980).
Член на САБ (1977).

## Театрални роли
- „Имен ден“ – Бьожи
- „Витрината“ – Елица
- „Покана от Париж“ – Сирма

ТВ театър
- „Обсадени блянове“ (1988) (Ференц Каринти)
- „Всяка есенна вечер“ (984) (Иван Пейчев)
- „Гледна точка“ (1977) (Василий Шукшин)
- „Пътник без багаж“ (1977) (Жак Ануи)
- „Зех тъ, Радке, зех тъ!“ (1976) (Сава Доброплодни), мюзикъл - Радка - Събюва дъщеря и Славчова любовница

## Филмография
| Година    | Филми и Сериали                  | Серии | Копродукции        | Роля                                 |
| --------- | -------------------------------- | ----- | ------------------ | ------------------------------------ |
| 1996-1997 | Извън граници – („Hors limites“) | 2     | Франция / България |                                      |
| 1991-1992 | Любовниците                      | 8     |                    | кумата (във 2-ра серия: Сами (1991)) |
| 1986      | Ешелоните                        |       |                    |                                      |
| ?         | Коронката                        |       |                    |                                      |
| 1986      | Преди да реши съдът              |       |                    |                                      |
| 1983      | Мъничък свят                     |       |                    | г-жа Милкова                         |
| 1980      | Игра на любов                    |       |                    | Мадлен                               |
| 1979      | Мъжка песен                      |       |                    | лаборантката Дора                    |
| 1979      | Роялът                           |       |                    | Надежда „Надя“, сестрата на Найден   |
| 1977      | Хора отдалече                    |       |                    | Данчето                              |
| 1976      | Иглика                           |       |                    | Иглика                               |
| 1974      | Синята лампа                     | 10    |                    | Ваня в (5 с. „Танго с Фани“)         |
| 1974      | Дубльорът                        |       |                    | Елена                                |
| 1974      | Иван Кондарев                    | 2     |                    | госпожица Антоанета                  |
| 1972-1980 | Лека нощ, възрастни!..           | 27    |                    | художествен съвет / дете / момчето   |
| 1971-1972 | Това спокойно всекидневие        | 3     |                    |                                      |